# Congregação do Santíssimo Redentor
A Congregação do Santíssimo Redentor (latimː Congregatio Sanctissimi Redemptoris - CSsR), cujos mebros são conhecidos como Missionários Redentoristas, é uma congregação religiosa católica fundada por Santo Afonso de Ligório, em Scala, perto de Amalfi, Itália, com o propósito de trabalhar entre os camponeses abandonados em torno de Nápoles em 1732. Os membros da congregação são padres católicos e irmãos religiosos consagrados e estão presentes em mais de 80 países.
A Congregação do Santíssimo Redentor foi a resposta de Santo Afonso de Ligório ao chamado que ele ouviu de Jesus por meio dos pobres, junto ao apoio místico e espiritual da Beata Maria Celeste Crostarosa.
Os Redentoristas são especialmente dedicados a Nossa Senhora do Perpétuo Socorro e foram nomeados pelo Papa Pio IX em 1865 como guardiões e missionários do ícone desse título, que está consagrado na igreja redentorista de Santo Afonso de Ligório em Roma.

## História

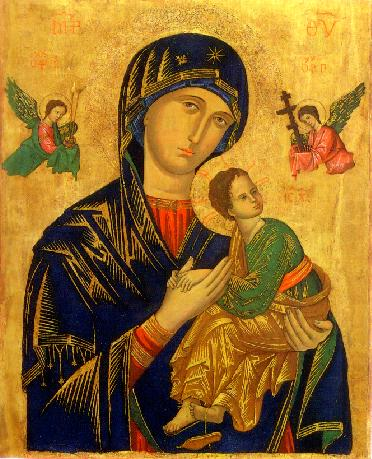
Nossa Senhora do Perpétuo Socorro cuja devoção foi propagada pelos redentoristas.

### Fundação e desenvolvimento
Alphonsus Liguori ficou profundamente comovido com a situação dos pobres que viviam em Nápoles e arredores e estabeleceu sua comunidade com o objetivo de fornecer alimento espiritual. Entre seus companheiros estava Gerard Majella. Em 1748, Afonso fez uma petição ao Papa Bento XIV, permitindo-lhe estabelecer uma congregação para ministrar aos pobres na área ao redor de Nápoles. Bento XIV concordou e a congregação foi formada em 1749.
Dez anos após a fundação, as comunidades foram estabelecidas em casas em Nocera, Ciorani, Deliceto e Caposele. Devido a complicações políticas, houve uma dificuldade inicial com as casas nos Estados papais sendo separadas das do Reino de Nápoles, mas isso foi superado em 1793 e a congregação logo abriu casas na Sicília e em outras partes do sul da Itália. 
A congregação logo deveria se mudar para além das fronteiras da atual Itália. Em 1785, dois austríacos, Clemens Maria Hofbauer e Thaddeus Hübl juntaram-se aos Redentoristas. Em 1786, Hofbauer e Hübl foram para Varsóvia, na Polônia, onde o núncio papal lhes deu a responsabilidade pela paróquia de São Benno; sua missão prosperou até que a comunidade foi expulsa em 1808. Em 1793, Hofbauer voltou seus olhos para o estabelecimento de comunidades em terras germânicas. Logo casas foram abertas no sul em Jestetten, Triberg im Schwarzwald e Babenhausen. Em 1818, uma casa foi estabelecida na Suíça no mosteiro cartuxo abandonado em La Valsainte.

### Século XIX

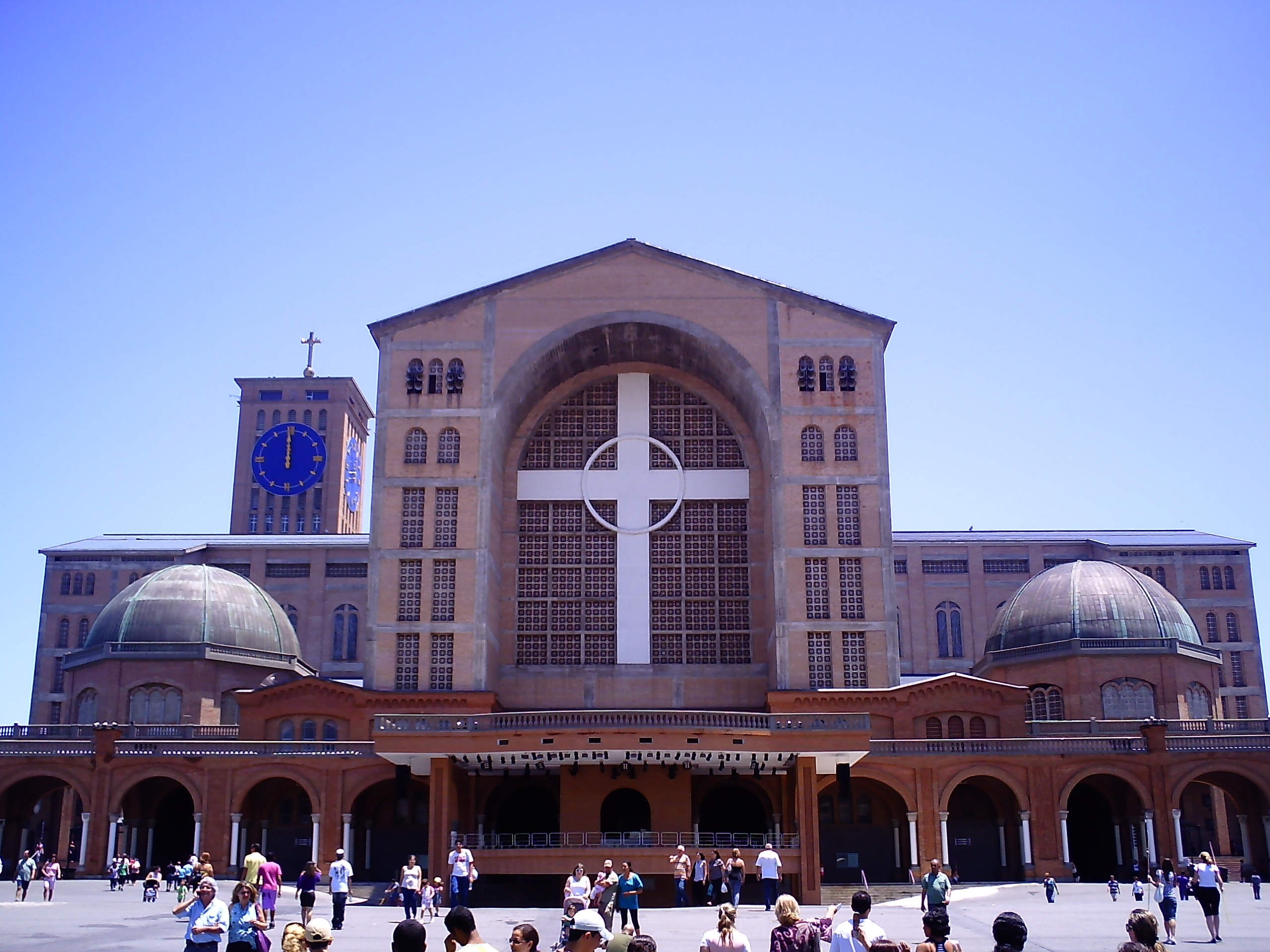
A construção da Basílica de Nossa Senhora Aparecida foi incentivada pelos missionários redentoristas.

Em 1826, a pedido do governo da Áustria, os Redentoristas estabeleceram uma comunidade em Lisboa, Portugal, com o objetivo de ministrar aos católicos de língua alemã. Outras casas seguiram rapidamente em áreas de língua alemã: Mautern an der Donau (1827), Innsbruck (1828), Marburgo (1833), Eggenburg (1833) e Leoben (1834).
A congregação também se expandiu rapidamente para a Bélgica com comunidades em Tournai (1831), Sint-Truiden (1833), Liège (1833) e Bruxelas (1849). Uma comunidade foi até estabelecida na Holanda, na época um tanto anticatólica, quando uma casa foi aberta em Wittem em 1836. As revoluções de 1848 que varreram a Europa causaram muita agitação, e os Redentoristas foram expulsos da Suíça e da Áustria e foram em risco em outro lugar.

A congregação prosperou durante o restante do século XIX. Em 1852 havia quatro províncias e em 1890 aumentou para doze, com comunidades estabelecidas no Chile, Colômbia, Equador, Inglaterra, Escócia, Espanha e Suriname. O século XX viu a continuação da expansão para onde a congregação criou novas províncias, vice-províncias e missões em cada década e estabeleceu uma rede de associados leigos e voluntários que trabalham com os Redentoristas para levar o Evangelho aos pobres.

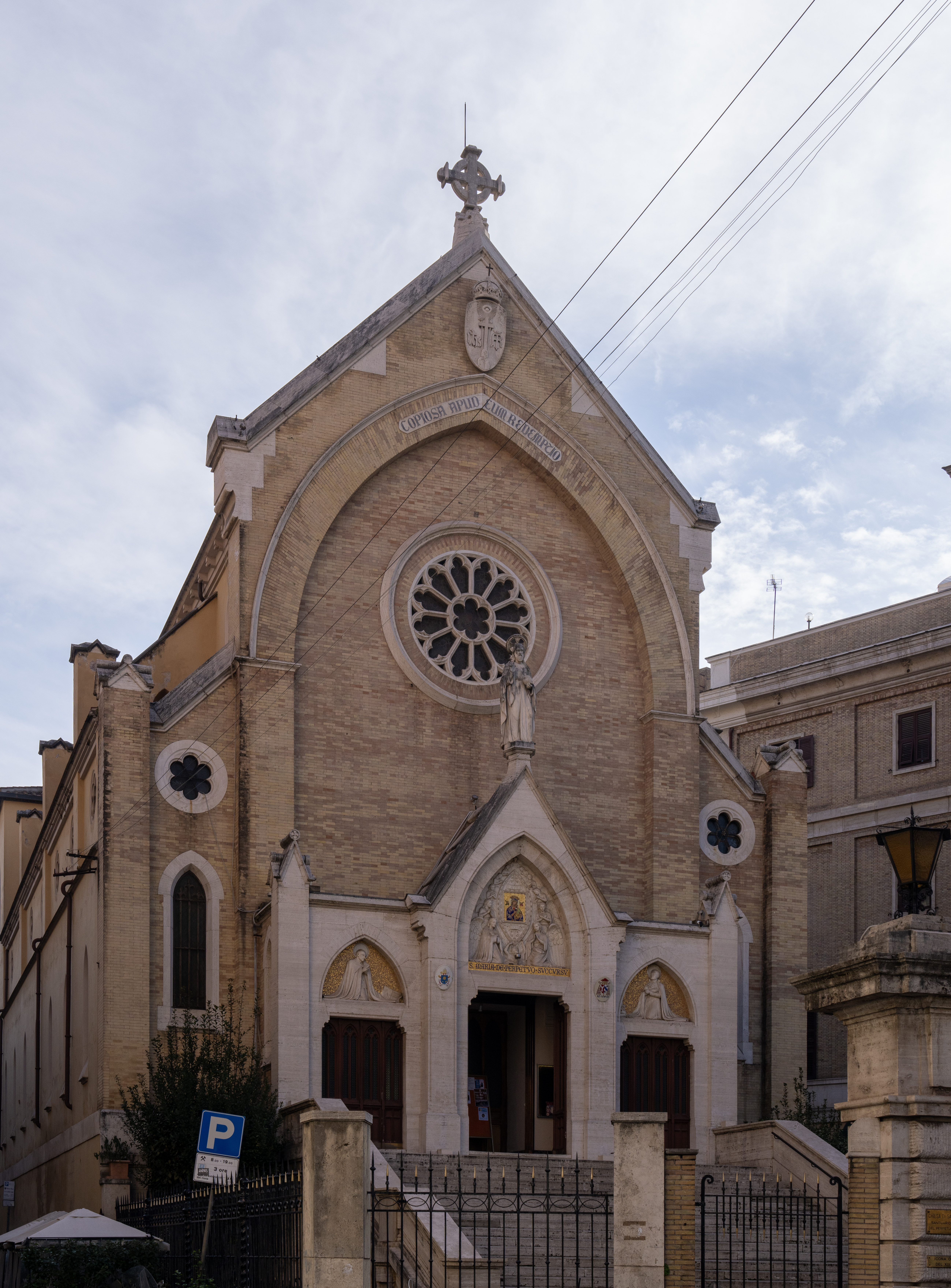
Igreja de Santo Afonso de Ligório, em Roma.

## A Congregação hoje
Os Missionários Redentoristas, popularmente conhecidos, dão continuidade ao carisma de Santo Afonso na Igreja e na sociedade: "Fortes na fé, alegres na esperança, ardentes na caridade, inflamados pelo zelo, humildes e sempre dados à oração, os Redentoristas, como homens apostólicos e genuínos discípulos de Santo Afonso, seguem o Cristo Redentor com o coração cheio de alegria, abnegados de si mesmos e sempre prontos a enfrentar o que é exigente e desafiador, participam do mistério de Cristo e o proclamam com simplicidade no viver e no falar, a fim de levar a Copiosa Redenção". Constituição dos Redentoristas, No. 20
Dedica-se fundamentalmente à pregação de missões populares e ao atendimento dos mais desfavorecidos. Em 2019, havia aproximadamente 5,5 mil Redentoristas em 82 países em todo o mundo.

## Faculdades
Em Roma, sede do seu governo geral, os Redentoristas têm um instituto de teologia moral, o Alfonsianum, principal escola mundial de estudos desta matéria. Foi fundado em 1949. Desde 1960, faz parte da Faculdade de Teologia da Pontifícia Universidade Lateranense. Assim, a Academia outorga tanto a licenciatura como o doutoramento em teologia moral.
Também em Madrid (Espanha), os Redentoristas fundaram, em 1971, o Instituto Superior de Ciências Morales, incorporado na Faculdade de Teologia da Universidade Pontifícia de Comillas (Madrid).
No Brasil, mantiveram até 2018 uma escola técnica de nível médio, a Escola Técnica Redentorista, localizada na cidade de Campina Grande. 

## Santos e Beatos

### Santos
- Santo Afonso
- São Geraldo Majella
- São Clemente Maria Hofbauer
- São João Nepomuceno Neumann

### Beatos
- Beata Maria Celeste Crostarosa
- Beato Gennaro Maria Sarnelli
- Beato Pedro Donders
- Beato Francisco Xavier Seelos
- Beato Dominick Metodius Trchkay
- Beato Gaspar Stanggassinger
- Beato Ivan Ziatyk
- Beato Mykola Carneckyj
- Beato Vasyl Velychkovsky
- Beato Zenon Kovalyk
- Beato Xavier Gorosterratzu Jaunarenaj
- Beato Ciríaco Olarte y Perez de Mendiguren (Mártires de Cuenca)
- Beato Miguel Goñi Ariz
- Beato Julian Pozo Ruiz
- Beato Victoriano Calvo
- Beato Pedro Romero Espejo
- Beato Vicente Renúncio Toríbio (Mártires da Espanha) [4]
- Beato Crescêncio Ortiz Blanco
- Beato Antônio Girón González
- Beato Angelo Martínez Miquélez
- Beato Donato Jimênez Bibiano
- Beato José Maria Urruchi Ortiz
- Beato Gabriel Saiz Gutiérrez
- Beato Pascual Erviti Insausti
- Beato Nicesio Pérez Del Palomar
- Beato Gregório Zugasti Fernández
- Beato Aniceto Lizasoain Lizaso
- Beato Máximo (Rafael) Perea Pinedo

### Venerável
- Venerável Vito Michele Di Netta
- Venerável Joseph-Amand Passerat
- Venerável Alfred Pampalon
- Venerável Guilherme Janauschek
- Venerável Antonio Losito
- Venerável Bernardo Lubienski
- Venerável Francisco Barrecheguren Montagut
- Venerável Pelágio Sauter
- Venerável Vitor Coelho de Almeida
- Venerável Giuseppe Maria Leone [5]

### Servos de Deus
- Servo de Deus Irmão Marcel Van

## Superior Geral dos Redentoristas
1. Afonso de Ligório (1743-1787)
2. Francesco Antonio De Paola (1787-1793)
3. Pietro Paolo Blasucci (1793-1817)
4. Nicola Mansione (1817-1823)
5. Celestino Maria Cocle (1824-1831)
6. Giancamillo Ripoli (1832-1850)
7. Vincenzo Trapanese (1850-1853)
8. Giuseppe Lordi (1854) [6]
9. Celestino Berruti (1854-1869) [7]
10. Nicolas Mauron (1855-1869; 1869-1893) [8]
11. Matthias Raus (1894-1909)
12. Patrick Murray (1909-1947)
13. Leonardus Buys (1947-1953)
14. William Gaudreau (1954-1967)
15. Tarcísio Ariovaldo Amaral (1967-1973)
16. Josef Georg Pfab (1973-1985)
17. Juan Manuel Lasso de la Vega y Miranda (1985-1997)
18. Joseph William Tobin (1997-2009)
19. Michael Brehl (2009-2022)
20. Rogério Gomes (2022-atual)